# Trindade (Trindade e Tobago)
Trindade, Trinidad ou Trinidade é a maior e mais populosa das 23 ilhas que formam o país Trindade e Tobago. É uma ilha do mar das Caraíbas, a maior das Antilhas Menores, e situa-se aproximadamente a 10 km de distância da costa oriental da Venezuela. A capital da ilha e do país é Porto da Espanha, situada no noroeste, no Golfo de Paria. A segunda cidade mais importante, San Fernando, fica no sudoeste da ilha.

## História
Foi descoberta por Cristóvão Colombo em 31 de julho de 1498 na sua terceira viagem. Em 1530 foi conquistada por Espanha sob direção de Antonio Sedeño, que foi também o seu primeiro governador, cargo que assume em 1532 fundando a Província de Trindade com capital em San José de Oruña, a atual Saint Joseph no centro do país, que devido à tenaz resistência dos nativos foi abandonada dois anos depois.
Um século mais tarde, Espanha estabeleceu missões de cristianização com padres Capuchinhos. Durante o período colonial espanhol a ilha, conhecida por Trindade de Barlovento, foi dependente da Real Audiência de Santo Domingo, por sua vez dentro da jurisdição do Vice-Reino da Nova Espanha. Em 1596, Trindade é anexada à Província da Guiana no governo de Antonio de Berrío.
Em 1640 a ilha repeliu uma tentativa de invasão dos Países Baixos e em 1677 outra de França.
Em 1777 foi criada a Capitania Geral da Venezuela e com ela a ilha pertence a Espanha até que em 1797 uma esquadra britânica comandada por Henry Harvey se apoderou da ilha tornando-a colónia britânica.
Em 1797, durante uma guerra entre Espanha e o então denominado Reino Unido da Grã-Bretanha, uma frota inglesa atacou a ilha e obteve a rendição do Governador. Depois do Tratado de Amiens em 1802 é anexada, e depois será unida a Tobago numa só colónia denominada Trindade e Tobago.